# Claude Terrisse
Claude Terrisse, né à Agde en 1598 et mort dans la même ville le 27 novembre 1673, était un marin agathois, qui fut corsaire d'abord au service de Charles-Emmanuel de Savoie, puis successivement au service de son fils Victor-Amédée Ier, de Louis XIII et enfin de Louis XIV.

## Biographie
Claude Terrisse naît à Agde en 1598 dans une famille de riches commerçants. Attiré par la mer, il prend part très jeune à des expéditions commerciales puis il prend le commandement d’un navire armé L’Ange Gardien, affrété par son beau-frère Jacques du Puget et commerce en Méditerranée. 
En 1632, il passe au service de Charles-Emmanuel de Savoie puis de son fils Victor-Amédée Ier en tant que corsaire et obtient le commandement de plusieurs navires afin de pourchasser les pirates sévissant sur les côtes de Sardaigne.
En 1635, Louis XIII déclare la guerre à l'Espagne. Le cardinal de Richelieu enjoint alors à Claude Terrisse de revenir dans sa patrie pour se mettre au service du royaume de France et l'élève au grade de capitaine.
En 1659, à l'âge de 61 ans, il se retire dans sa ville natale, où il occupe plusieurs fois la fonction de premier consul.
À sa mort, il affecte ses biens à perpétuité à une Charité, fondation destinée à apporter des secours aux pauvres de la ville.

## Postérité
La commune d'Agde érige en 1876 sur la promenade entourant la vieille ville (actuelle rue du 4 septembre) un buste en l'honneur de Claude Terrisse, œuvre du sculpteur Auguste Baussan. Depuis 2020, le buste est placé au centre du rond-point "Capelier", liant l'Avenue du Général de Gaulle, la Rue Richelieu et la Rue Jean-Jacques Rousseau. 
En 1939, Cadena, Clavell et Tarrac, trois artistes catalans ayant séjourné au camp de réfugiés d'Agde décorent la salle des mariages de l'Hôtel de Ville (actuelle Maison du cœur de Ville). Peire Cadena représente une effigie en pied de Claude Terrisse.
Son nom a été donné à la rue de sa maison natale dans la vieille ville d'Agde ainsi qu'à une place de la station du Cap d'Agde.
D'autre part, une vedette de la  société nationale de sauvetage en mer (SNSM) du Cap d’Agde, la SNS 211 a été baptisée en 2014 du nom de Claude Terrisse.